# Carlos Cuesta
Carlos Eccehomo Cuesta Figueroa (Quibdó, 9 marzo 1999) è un calciatore colombiano, difensore del Galatasaray e della nazionale colombiana.

## Caratteristiche tecniche
È un difensore centrale.

## Carriera

### Club
Cresciuto nel settore giovanile dell'Atlético Nacional, ha esordito in prima squadra il 2 luglio 2016 in occasione del match di campionato pareggiato 3-3 contro l'Alianza Petrolera.
Il 3 luglio 2019 fa il grande salto trasferendosi in Europa al Genk per 3 800 000 € firmando un contratto quinquennale.

### Nazionale
Con la nazionale Under-20 colombiana ha preso parte al campionato sudamericano 2017.
Il 9 settembre 2021 fa il suo esordio in nazionale maggiore nel successo per 3-1 contro il Cile.

## Statistiche

### Presenze e reti nei club
Statistiche aggiornate al 18 gennaio
| Stagione                 | Squadra                  | Campionato               | Campionato | Campionato | Coppe nazionali | Coppe nazionali | Coppe nazionali | Coppe continentali | Coppe continentali | Coppe continentali | Altre coppe | Altre coppe | Altre coppe | Totale | Totale | Totale |
| Stagione                 | Squadra                  | Comp                     | Pres       | Reti       | Comp            | Pres            | Reti            | Comp               | Pres               | Reti               | Comp        | Pres        | Reti        | Pres   | Reti   |        |
| ------------------------ | ------------------------ | ------------------------ | ---------- | ---------- | --------------- | --------------- | --------------- | ------------------ | ------------------ | ------------------ | ----------- | ----------- | ----------- | ------ | ------ | ------ |
| 2016                     | Atlético Nacional        | A                        | 15         | 0          | CC              | 0               | 0               | CL+CS              | 0+1                | 0                  | -           | -           | -           | 16     | 0      |        |
| 2017                     | Atlético Nacional        | A                        | 30         | 0          | CC              | 4               | 0               | CL                 | 3                  | 0                  | -           | -           | -           | 37     | 0      |        |
| 2018                     | Atlético Nacional        | A                        | 11         | 0          | CC              | 3               | 0               | CL                 | 0                  | 0                  | SC          | 2           | 0           | 16     | 0      |        |
| gen.-lug. 2019           | Atlético Nacional        | A                        | 5          | 0          | CC              | 0               | 0               | -                  | -                  | -                  | -           | -           | -           | 5      | 0      |        |
| Totale Atlético Nacional | Totale Atlético Nacional | Totale Atlético Nacional | 61         | 0          |                 | 7               | 0               |                    | 4                  | 0                  |             | 2           | 0           | 74     | 0      |        |
| 2019-2020                | Genk                     | PL                       | 20         | 0          | CB              | 2               | 0               | UCL                | 4                  | 0                  | SB          | 1           | 0           | 27     | 0      |        |
| 2020-2021                | Genk                     | PL                       | 34         | 0          | CB              | 4               | 0               | -                  | -                  | -                  | -           | -           | -           | 38     | 0      |        |
| 2021-2022                | Genk                     | PL                       | 21         | 1          | CB              | 0               | 0               | UCL+UEL            | 1+4                | 0                  | SB          | -           | -           | 26     | 1      |        |
| 2022-2023                | Genk                     | PL                       | 33         | 1          | CB              | 3               | 0               | -                  | -                  | -                  | -           | -           | -           | 36     | 1      |        |
| 2023-2024                | Genk                     | PL                       | 33         | 1          | CB              | 1               | 0               | UCL+UEL+UECL       | 2+2+4              | 0                  | -           | -           | -           | 42     | 1      |        |
| 2024-feb. 2025           | Genk                     | PL                       | 10         | 1          | CB              | 3               | 0               | -                  | -                  | -                  | -           | -           | -           | 13     | 1      |        |
| Totale Genk              | Totale Genk              | Totale Genk              | 151        | 4          |                 | 13              | 0               |                    | 17                 | 0                  |             | 1           | 0           | 182    | 4      |        |
| feb.-giu. 2025           | Galatasaray              | SL                       | 0          | 0          | TK              | 0               | 0               | UEL                | 0                  | 0                  |             | -           | -           | 0      | 0      |        |
| Totale carriera          | Totale carriera          | Totale carriera          | 212        | 4          |                 | 20              | 0               |                    | 21                 | 0                  |             | 3           | 0           | 256    | 999    |        |

### Cronologia presenze e reti in nazionale
| Cronologia completa delle presenze e delle reti in nazionale ― Colombia | Cronologia completa delle presenze e delle reti in nazionale ― Colombia | Cronologia completa delle presenze e delle reti in nazionale ― Colombia | Cronologia completa delle presenze e delle reti in nazionale ― Colombia | Cronologia completa delle presenze e delle reti in nazionale ― Colombia | Cronologia completa delle presenze e delle reti in nazionale ― Colombia | Cronologia completa delle presenze e delle reti in nazionale ― Colombia | Cronologia completa delle presenze e delle reti in nazionale ― Colombia |
| Data                                                                    | Città                                                                   | In casa                                                                 | Risultato                                                               | Ospiti                                                                  | Competizione                                                            | Reti                                                                    | Note                                                                    |
| ----------------------------------------------------------------------- | ----------------------------------------------------------------------- | ----------------------------------------------------------------------- | ----------------------------------------------------------------------- | ----------------------------------------------------------------------- | ----------------------------------------------------------------------- | ----------------------------------------------------------------------- | ----------------------------------------------------------------------- |
| 9-9-2021                                                                | Barranquilla                                                            | Colombia                                                                | 3 – 1                                                                   | Cile                                                                    | Qual. Mondiali 2022                                                     | -                                                                       |                                                                         |
| 7-10-2021                                                               | Montevideo                                                              | Uruguay                                                                 | 0 – 0                                                                   | Colombia                                                                | Qual. Mondiali 2022                                                     | -                                                                       |                                                                         |
| 10-10-2021                                                              | Barranquilla                                                            | Colombia                                                                | 0 – 0                                                                   | Brasile                                                                 | Qual. Mondiali 2022                                                     | -                                                                       |                                                                         |
| 14-10-2021                                                              | Barranquilla                                                            | Colombia                                                                | 0 – 0                                                                   | Ecuador                                                                 | Qual. Mondiali 2022                                                     | -                                                                       |                                                                         |
| 24-3-2022                                                               | Barranquilla                                                            | Colombia                                                                | 3 – 0                                                                   | Bolivia                                                                 | Qual. Mondiali 2022                                                     | -                                                                       |                                                                         |
| 29-3-2022                                                               | Ciudad Guayana                                                          | Venezuela                                                               | 0 – 1                                                                   | Colombia                                                                | Qual. Mondiali 2022                                                     | -                                                                       |                                                                         |
| 5-6-2022                                                                | Murcia                                                                  | Arabia Saudita                                                          | 0 – 1                                                                   | Colombia                                                                | Amichevole                                                              | -                                                                       | 58’                                                                     |
| 28-9-2022                                                               | Città del Messico                                                       | Messico                                                                 | 2 – 3                                                                   | Colombia                                                                | Amichevole                                                              | -                                                                       |                                                                         |
| 24-3-2023                                                               | Ulsan                                                                   | Corea del Sud                                                           | 2 – 2                                                                   | Colombia                                                                | Amichevole                                                              | -                                                                       |                                                                         |
| 28-3-2023                                                               | Ōsaka                                                                   | Giappone                                                                | 1 – 2                                                                   | Colombia                                                                | Amichevole                                                              | -                                                                       | 84’                                                                     |
| 12-10-2023                                                              | Barranquilla                                                            | Colombia                                                                | 2 – 2                                                                   | Uruguay                                                                 | Qual. Mondiali 2026                                                     | -                                                                       |                                                                         |
| 17-10-2023                                                              | Quito                                                                   | Ecuador                                                                 | 0 – 0                                                                   | Colombia                                                                | Qual. Mondiali 2026                                                     | -                                                                       |                                                                         |
| 22-3-2024                                                               | Londra                                                                  | Spagna                                                                  | 0 – 1                                                                   | Colombia                                                                | Amichevole                                                              | -                                                                       |                                                                         |
| 26-3-2024                                                               | Madrid                                                                  | Colombia                                                                | 3 – 2                                                                   | Romania                                                                 | Amichevole                                                              | -                                                                       |                                                                         |
| 15-6-2024                                                               | East Hartford                                                           | Colombia                                                                | 3 – 0                                                                   | Bolivia                                                                 | Amichevole                                                              | -                                                                       |                                                                         |
| 28-6-2024                                                               | Glendale                                                                | Colombia                                                                | 3 – 0                                                                   | Costa Rica                                                              | Coppa America 2024 - 1º turno                                           | -                                                                       |                                                                         |
| 2-7-2024                                                                | Santa Clara                                                             | Brasile                                                                 | 1 – 1                                                                   | Colombia                                                                | Coppa America 2024 - 1º turno                                           | -                                                                       |                                                                         |
| 6-7-2024                                                                | Glendale                                                                | Colombia                                                                | 5 – 0                                                                   | Panama                                                                  | Coppa America 2024 - Quarti di finale                                   | -                                                                       |                                                                         |
| 10-7-2024                                                               | Charlotte                                                               | Uruguay                                                                 | 0 – 1                                                                   | Colombia                                                                | Coppa America 2024 - Semifinale                                         | -                                                                       | 90+7’                                                                   |
| 14-7-2024                                                               | Miami Gardens                                                           | Argentina                                                               | 1 – 0 dts                                                               | Colombia                                                                | Coppa America 2024 - Finale                                             | -                                                                       |                                                                         |
| 6-9-2024                                                                | Lima                                                                    | Perù                                                                    | 1 – 1                                                                   | Colombia                                                                | Qual. Mondiali 2026                                                     | -                                                                       | 46’                                                                     |
| 20-3-2025                                                               | Brasilia                                                                | Brasile                                                                 | 2 – 1                                                                   | Colombia                                                                | Qual. Mondiali 2026                                                     | -                                                                       | 75’                                                                     |
| 25-3-2025                                                               | Barranquilla                                                            | Colombia                                                                | 2 – 2                                                                   | Paraguay                                                                | Qual. Mondiali 2026                                                     | -                                                                       |                                                                         |
| Totale                                                                  |                                                                         | Presenze                                                                | 23                                                                      |                                                                         | Reti                                                                    | 0                                                                       |                                                                         |

| Cronologia completa delle presenze e delle reti in nazionale ― Colombia under 20 | Cronologia completa delle presenze e delle reti in nazionale ― Colombia under 20 | Cronologia completa delle presenze e delle reti in nazionale ― Colombia under 20 | Cronologia completa delle presenze e delle reti in nazionale ― Colombia under 20 | Cronologia completa delle presenze e delle reti in nazionale ― Colombia under 20 | Cronologia completa delle presenze e delle reti in nazionale ― Colombia under 20 | Cronologia completa delle presenze e delle reti in nazionale ― Colombia under 20 | Cronologia completa delle presenze e delle reti in nazionale ― Colombia under 20 |
| Data                                                                             | Città                                                                            | In casa                                                                          | Risultato                                                                        | Ospiti                                                                           | Competizione                                                                     | Reti                                                                             | Note                                                                             |
| -------------------------------------------------------------------------------- | -------------------------------------------------------------------------------- | -------------------------------------------------------------------------------- | -------------------------------------------------------------------------------- | -------------------------------------------------------------------------------- | -------------------------------------------------------------------------------- | -------------------------------------------------------------------------------- | -------------------------------------------------------------------------------- |
| 18-1-2017                                                                        | Riobamba                                                                         | Colombia under 20                                                                | 1 – 1                                                                            | Paraguay under 20                                                                | Sudamericano Sub-20 2017 - 1º turno                                              | -                                                                                |                                                                                  |
| 21-1-2017                                                                        | Riobamba                                                                         | Ecuador under 20                                                                 | 4 – 3                                                                            | Colombia under 20                                                                | Sudamericano Sub-20 2017 - 1º turno                                              | -                                                                                |                                                                                  |
| 25-1-2017                                                                        | Riobamba                                                                         | Colombia under 20                                                                | 1 – 0                                                                            | Brasile under 20                                                                 | Sudamericano Sub-20 2017 - 1º turno                                              | -                                                                                |                                                                                  |
| 26-1-2017                                                                        | Riobamba                                                                         | Colombia under 20                                                                | 1 – 0                                                                            | Cile under 20                                                                    | Sudamericano Sub-20 2017 - 1º turno                                              | -                                                                                |                                                                                  |
| 30-1-2017                                                                        | Quito                                                                            | Colombia under 20                                                                | 1 – 1                                                                            | Venezuela under 20                                                               | Sudamericano Sub-20 2017 - Girone finale                                         | -                                                                                | 35’, 70’                                                                         |
| 6-2-2017                                                                         | Quito                                                                            | Uruguay under 20                                                                 | 3 – 0                                                                            | Colombia under 20                                                                | Sudamericano Sub-20 2017 - Girone finale                                         | -                                                                                |                                                                                  |
| 8-2-2017                                                                         | Quito                                                                            | Ecuador under 20                                                                 | 3 – 0                                                                            | Colombia under 20                                                                | Sudamericano Sub-20 2017 - Girone finale                                         | -                                                                                | 53’                                                                              |
| 17-1-2019                                                                        | Rancagua                                                                         | Venezuela under 20                                                               | 1 – 0                                                                            | Colombia under 20                                                                | Sudamericano Sub-20 2019 - 1º turno                                              | -                                                                                |                                                                                  |
| 19-1-2019                                                                        | Rancagua                                                                         | Colombia under 20                                                                | 0 – 0                                                                            | Brasile under 20                                                                 | Sudamericano Sub-20 2019 - 1º turno                                              | -                                                                                | cap.                                                                             |
| 21-1-2019                                                                        | Rancagua                                                                         | Colombia under 20                                                                | 1 – 0                                                                            | Bolivia under 20                                                                 | Sudamericano Sub-20 2019 - 1º turno                                              | -                                                                                | cap.                                                                             |
| 25-1-2019                                                                        | Rancagua                                                                         | Cile under 20                                                                    | 0 – 1                                                                            | Colombia under 20                                                                | Sudamericano Sub-20 2019 - 1º turno                                              | 1                                                                                | cap.                                                                             |
| 29-1-2019                                                                        | Rancagua                                                                         | Brasile under 20                                                                 | 0 – 0                                                                            | Colombia under 20                                                                | Sudamericano Sub-20 2019 - Girone finale                                         | -                                                                                | cap.                                                                             |
| 1-2-2019                                                                         | Rancagua                                                                         | Argentina under 20                                                               | 1 – 0                                                                            | Colombia under 20                                                                | Sudamericano Sub-20 2019 - Girone finale                                         | -                                                                                | cap.                                                                             |
| 4-2-2019                                                                         | Rancagua                                                                         | Ecuador under 20                                                                 | 1 – 0                                                                            | Colombia under 20                                                                | Sudamericano Sub-20 2019 - Girone finale                                         | -                                                                                | cap.                                                                             |
| 8-2-2019                                                                         | Rancagua                                                                         | Venezuela under 20                                                               | 0 – 2                                                                            | Colombia under 20                                                                | Sudamericano Sub-20 2019 - Girone finale                                         | -                                                                                | 46’                                                                              |
| 10-2-2019                                                                        | Rancagua                                                                         | Colombia under 20                                                                | 0 – 0                                                                            | Uruguay under 20                                                                 | Sudamericano Sub-20 2019 - Girone finale                                         | -                                                                                | cap. 78’                                                                         |
| 23-5-2019                                                                        | Łódź                                                                             | Polonia under 20                                                                 | 0 – 2                                                                            | Colombia under 20                                                                | Mondiali Under-20 2019 - 1º turno                                                | -                                                                                | cap.                                                                             |
| 26-5-2019                                                                        | Lublino                                                                          | Senegal under 20                                                                 | 2 – 0                                                                            | Colombia under 20                                                                | Mondiali Under-20 2019 - 1º turno                                                | -                                                                                | cap. 37’                                                                         |
| 29-5-2019                                                                        | Lublino                                                                          | Colombia under 20                                                                | 6 – 0                                                                            | Tahiti under 20                                                                  | Mondiali Under-20 2019 - 1º turno                                                | -                                                                                | cap.                                                                             |
| 2-6-2019                                                                         | Łódź                                                                             | Colombia under 20                                                                | 1 – 1 dts (5 – 4 dtr)                                                            | Nuova Zelanda under 20                                                           | Mondiali Under-20 2019 - Ottavi di finale                                        | -                                                                                | cap.                                                                             |
| 7-6-2019                                                                         | Łódź                                                                             | Colombia under 20                                                                | 0 – 1                                                                            | Ucraina under 20                                                                 | Mondiali Under-20 2019 - Quarti di finale                                        | -                                                                                | cap.                                                                             |
| Totale                                                                           |                                                                                  | Presenze                                                                         | 21                                                                               |                                                                                  | Reti                                                                             | 1                                                                                |                                                                                  |

## Palmarès

### Club

#### Competizioni nazionali
- Campionato colombiano: 1

Atlético Nacional: 2017-I
- Copa Colombia: 1

Atlético Nacional: 2018
- Coppa del Belgio: 1

Genk: 2020-2021
- Supercoppa del Belgio: 1

Genk: 2019-2020
- Coppa di Turchia: 1

Galatasaray: 2024-2025
- Campionato turco: 1

Galatasaray:  2024-2025

#### Competizioni internazionali
- Recopa Sudamericana: 1

Atlético Nacional: 2017